# 大屯乡 (邢台市)
大屯乡，是中华人民共和国河北省邢台市任泽区下辖的一个乡镇级行政单位。

## 行政区划
大屯乡下辖以下地区：
大北东社区、大北西社区、三北张社区、吴岳社区、西许花社区、庙上社区、岗上社区、东许花社区、十里亭社区、大屯村、小屯村、贾村、马坊村、东栾村、沙营村、前颜懈村、后颜懈村、温家庄村、吴庄村、郑庄村、前安庄村、后安庄村、西栾村、牛王左村、朱屯村、张霍村、旧周村、东耿村、西耿村、新周村、大驿头村、苏屯村、前北宋村、后北宋村和南宋村。